# Чемм Віталій Олександрович
Віталій Олександрович Чемм (1923, село Орєшково, тепер Псковської області, Російська Федерація — 3 лютого 1986, місто Рига, тепер Латвія) — латвійський радянський державний і комуністичний діяч, секретар ЦК КП Латвії. Депутат Верховної Ради Латвійської РСР 7—11-го скликань. Член ЦК Комуністичної партії Латвії. Кандидат сільськогосподарських наук (1959)

## Життєпис
Народився в селянській родині. Навчався в школі. Член ВЛКСМ.
З червня 1941 по 1945 рік — у Червоній армії, учасник німецько-радянської війни. З червня 1941 по січень 1942 року служив у 3-й піхотній національній дивізії Північно-Західного і Західного фронтів. З квітня по жовтень 1942 року — в окремій роті розвідки Калінінського фронту. З січня по лютий 1943 року — в 416-му полку Західного фронту. З квітня по червень 1943 року — в 177-й штурмовій інженерно-саперній бригаді. Був чотири рази поранений та контужений. З січня 1944 року служив каптенармусом роти та командиром відділення 82-го окремого штурмового інженерно-саперного батальйону 17-ї штурмової інженерно-саперної бригади 42-ї армії Ленінградського фронту.
Член ВКП(б) з 1944 року.
З 1946 року — зоотехнік радгоспу, головний зоотехнік районного відділу сільського господарства, голова колгоспу, завідувач сільськогосподарського відділу районного комітету КПРС Куйбишевської області.
Закінчив Всесоюзний заочний сільськогосподарський інститут. У 1960 році закінчив аспірантуру Всесоюзного науково-дослідного інституту тваринництва. Захистив кандидатську дисертацію на тему «Питання економіки м'ясошерстого вівчарства та ефективності вирощування молодняку на м'ясо».
У 1960—1961 роках — молодший науковий співробітник, у 1961—1963 роках — вчений секретар та старший науковий співробітник Всесоюзного науково-дослідного інституту тваринництва.
У 1963—1965 роках — завідувач відділу сільського господарства Комітету партійно-державного контролю ЦК Компартії Латвії та Ради міністрів Латвійської РСР.
У лютому 1965 — 1967 року — завідувач сільськогосподарського відділу ЦК КП Латвії.
У 1967—1971 роках — завідувач сектора науки і передового досвіду сільськогосподарського відділу ЦК КПРС.
У 1971—1974 роках — заступник міністра заготівель СРСР.
21 серпня 1974 — 3 лютого 1986 року — секретар ЦК КП Латвії. Займався питаннями сільського господарства республіки.
Помер 3 лютого 1986 року в місті Ризі. Похований 7 лютого 1986 року на цвинтарі Райніса в Ризі.

## Звання
- старший сержант
- старшина

## Нагороди
- орден Жовтневої Революції
- орден Вітчизняної війни І ст. (6.04.1985)
- два ордени Трудового Червоного Прапора
- орден «Знак Пошани»
- орден Червоної Зірки (23.02.1945)
- медаль «За відвагу» (25.03.1944)
- медаль «За оборону Ленінграда»
- медалі
- Заслужений працівник сільського господарства Латвійської РСР